# Bonapartenykus
Bonapartenykus – rodzaj wymarłego dinozaura, teropoda z grupy celurozaurów i rodziny alwarezaurów.
Skamieniałości znaleziono na północy Patagonii, w Argentynie. Spoczywały wśród skał datowanych na kampan-mastrycht. W otoczeniu kości znaleziono pozostałości jaj, prócz popękanych skorupek dwa niekompletne jaja. Badania ujawniły, że pozostałości należą do nieznanego jeszcze dinozaura z grupy celurozaurów i rodziny alwarezaurów. Agnolin i inni zauważyli podobieństwa do alwarezaura Patagonykus, również pochodzącego z kredowej Patagonii, dotyczące w szczególności dużych rozmiarów ciała i budowy kości kruczej. Autorzy opisu nowego znaleziska połączyli go z nowo opisanym przez siebie rodzajem w klad Patagonykinae. Nowy rodzaj nazwali Bonapartenykus. Uhonorowali w ten sposób argentyńskiego paleontologa José Bonaparte. Druga część nazwy rodzajowej, onykus, oznacza pazur. Autorzy podają, jakoby pochodziła z łaciny. Greckie pochodzenie tego członu od słowa onyx o tym samym znaczeniu wskazują jednak autorzy opisów innych alwarezaurów o podobnych nazwach, jak Bannykus, Xiyunykus. W rodzaju umieszczono pojedynczy gatunek Bonapartenykus ultimus. Epitet gatunkowy pochodzi z łaciny. Oznacza ostatni, jako że Bonapartenykus był w czasie odkrycia najmłodszym przedstawicielem swej rodziny w Ameryce Południowej. Jego długość oszacowano na 2,5 m.